# من الكائن إلى الشخص
من الكائن إلى الشخص هو مؤلف فلسفي للفيلسوف المغربي محمد عزيز لحبابي، صدر أولاً بالفرنسية سنة 1954 تحت عنوان De l’Être à la Personne، ثم نُشر بالعربية عن دار المعارف بالقاهرة سنة 1968. يُعدّ هذا الكتاب بمثابة البيان الفلسفي المؤسس لما سماه الحبابي «الشخصانية الواقعية»، حيث حاول التوفيق بين التراث الفلسفي الغربي والفكر الإسلامي.

## مضمون الكتاب
ينطلق الحبابي من تحليل مسار تطور الإنسان عبر ثلاث مراحل وجودية:
- الكائن أو الفرد: وهو الوجود البيولوجي الخام الخاضع للضرورة الطبيعية والاجتماعية.[3]
- الشخص: وهو الوعي بالذات والقدرة على التميز والتحرر من قيود البيئة، حيث يصبح الإنسان فاعلاً حراً ومبدعاً.[4]
- الإنسان: وهو المركب الذي يجمع الكائن والشخص في وحدة دينامية، حيث يمتلك غاية ورسالة وقيمة أخلاقية وروحية.[5]

## الخطوط الكبرى للشخصانية الواقعية
- **التحرر التدريجي:** الانتقال من الحريات الجزئية إلى التحرر الكلي.[6]
- **الانفتاح الدينامي:** الشخص كائن في صيرورة دائمة، لا يتوقف عند وضع ثابت.
- **البعد الأخلاقي والروحي:** الشخص يحقق اكتماله عبر صلته بالغير وعبر علاقته بالله.[7]
- **الخصوصية الثقافية:** إدماج معطيات التراث الإسلامي والفكر العربي ضمن بناء فلسفي حديث.[8]

## الأهمية الفلسفية
يُعتبر كتاب من الكائن إلى الشخص محطة تأسيسية في الفكر الفلسفي العربي المعاصر، إذ دشّن به محمد عزيز لحبابي مشروعه الفلسفي المتمثل في "الشخصانية الواقعية". أهمية الكتاب تتجلى في كونه أول محاولة عربية لصياغة مفهوم الشخص ضمن نسق فلسفي حديث، يجمع بين مكتسبات الفلسفة الغربية (خصوصاً الشخصانية الفرنسية عند إيمانويل مونييه) وبين المرجعية الإسلامية القائمة على مبدأ الكرامة الإنسانية. لقد فتح هذا العمل آفاقاً جديدة أمام الفكر العربي للتفكير في قضايا الإنسان، الحرية، والكرامة، بعيداً عن النزعة الفردانية المطلقة أو الذوبان في الجماعة. كما أتاح الحبابي عبره تأسيس مفهوم "الشخص الإنساني" بوصفه وحدة دينامية منفتحة على الصيرورة والتعالي الروحي، وهو ما جعل الكتاب مرجعاً أساسياً في الفلسفة المغربية والعربية، ومصدر إلهام لعدد من المفكرين المعاصرين.وقد شكّل الكتاب محاولة رائدة لتأسيس فلسفة عربية-إسلامية حديثة تنفتح على المناهج الغربية دون أن تنفصل عن المرجعية الثقافية الإسلامية. وقد أثّر في أجيال من الباحثين في الفلسفة والفكر الإسلامي الحديث، كما أسّس لمفهوم "الشخص الإنساني" الذي يتجاوز الفردانية الضيقة والجماعية المذوبة.